# Johnson (inslagkrater)
Johnson is een inslagkrater op de planeet Venus. Johnson werd in 1994 genoemd naar de Britse pilote Amy Johnson (1903-1941).
De krater heeft een diameter van 24,5 kilometer en bevindt zich op Kawelu Planitia in zuidwesten van het quadrangle Metis Mons (V-6).